# Sucheng
Sucheng är ett stadsdistrikt och säte för stadsfullmäktige i Suqian i Jiangsu-provinsen i östra Kina.